# Масляная лампа

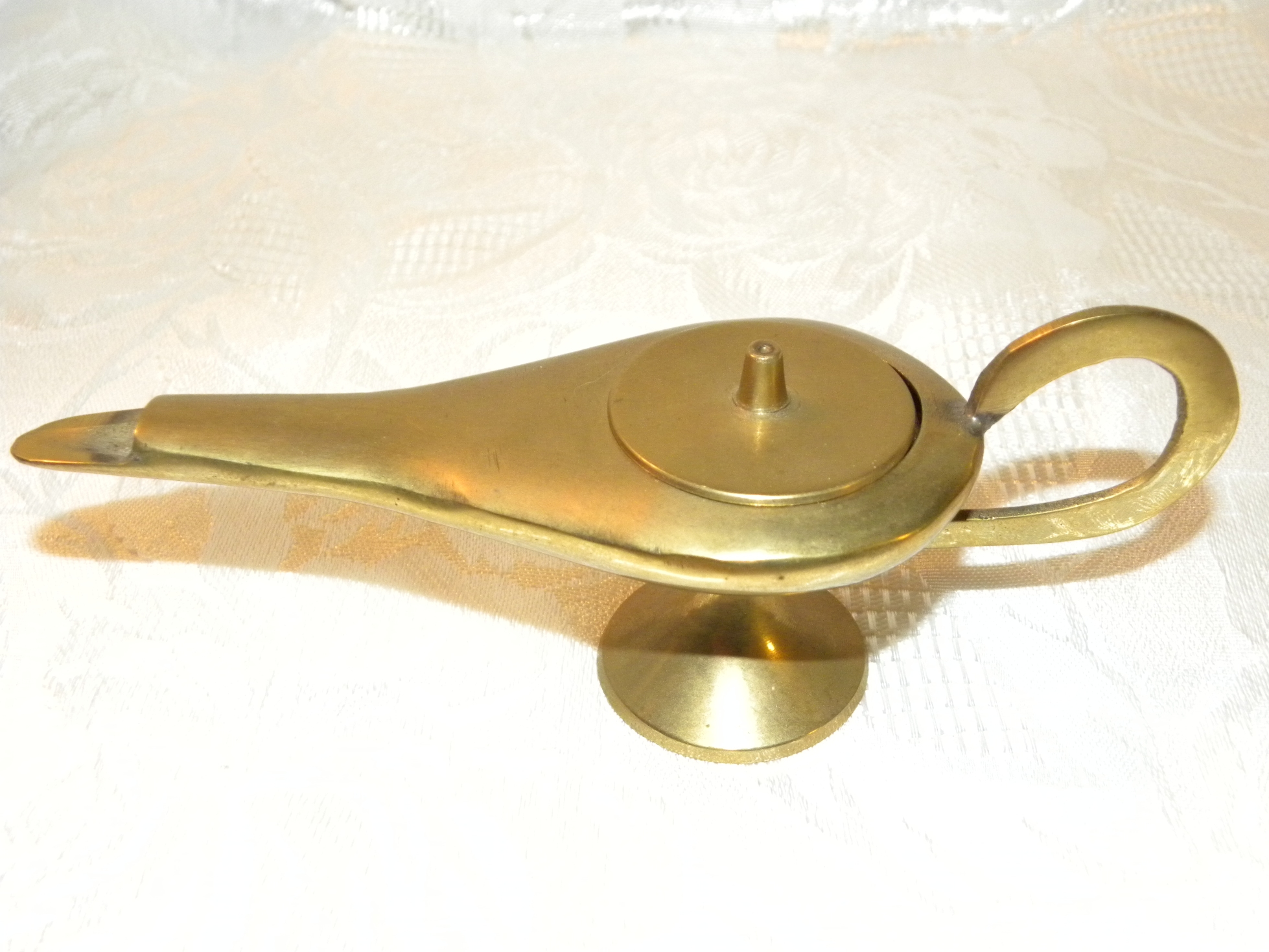
Латунная лампа

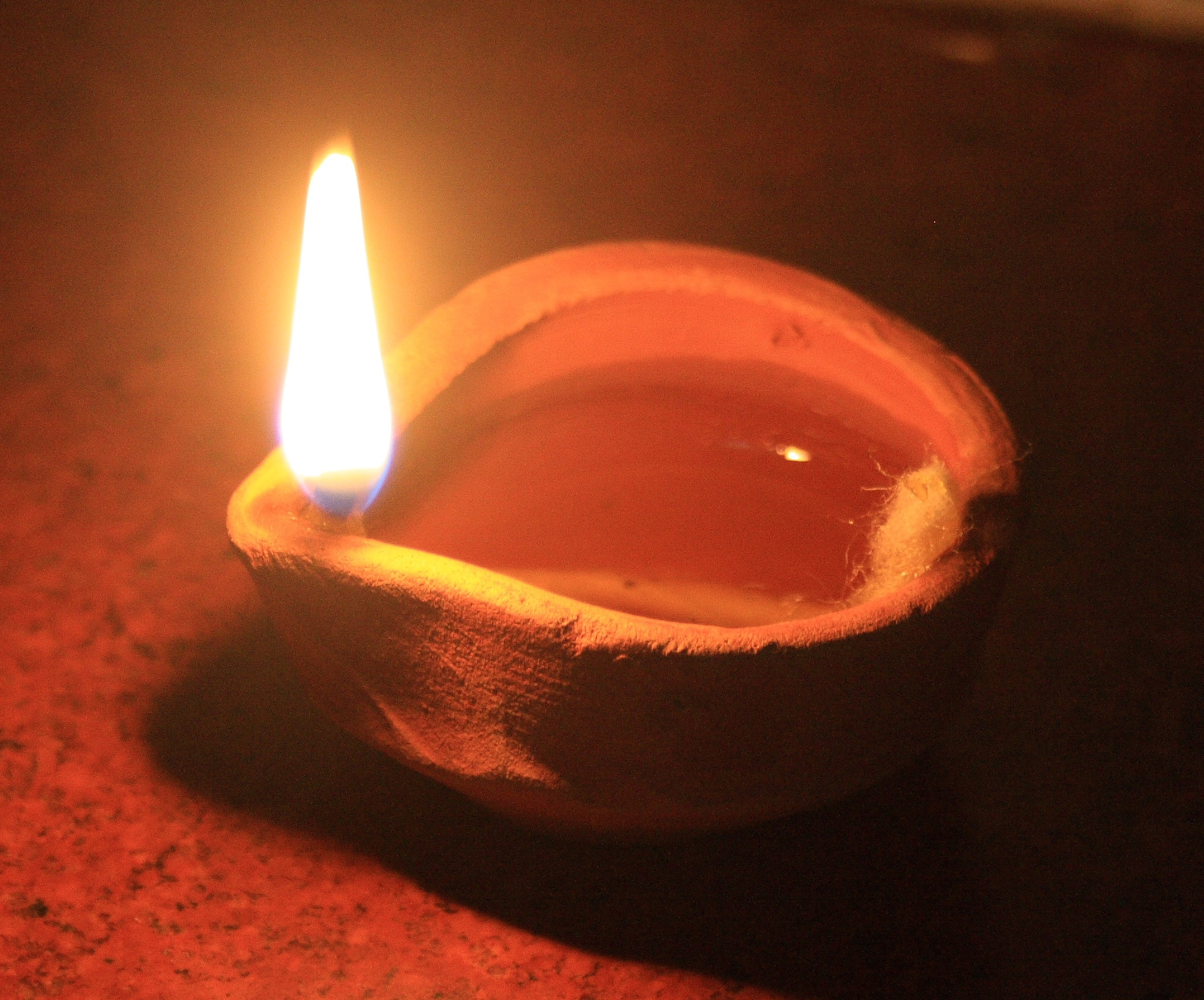

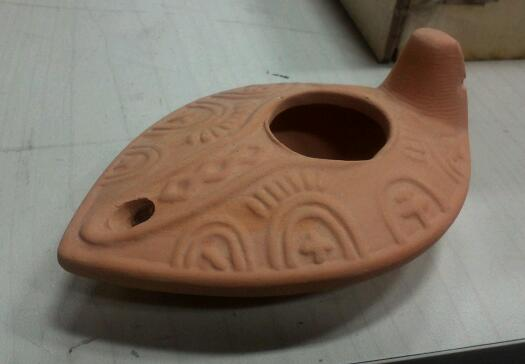
Керамическая лампа

Ма́сляная ла́мпа (жировая лампа, жирник, жировик, плошка, каганец, светник) — светильник, работающий на основе сгорания масла или жира. Принцип действия схож с принципом действия керосиновой лампы — в некую ёмкость заливают масло или растопленный жир (сало, ворвань), в ёмкость погружают фитиль — верёвку, состоящую из растительных или искусственных волокон, по которым вследствие капиллярного эффекта масло или жир поднимается вверх. Второй конец фитиля, закреплённый над маслом, поджигают, и масло, поднимаясь по фитилю, горит.
Масляную лампу применяли ещё с  эпохи палеолита. В древние времена масляные лампы делали из камня, глины, меди и другого.
Например, каменные лампы с ворванью до недавнего времени использовали эскимосы в своих иглу. Специальным образом приспособленные масляные лампы использовались по крайней мере до XIX века для измерения времени, представляя собой один из типов огневых часов.

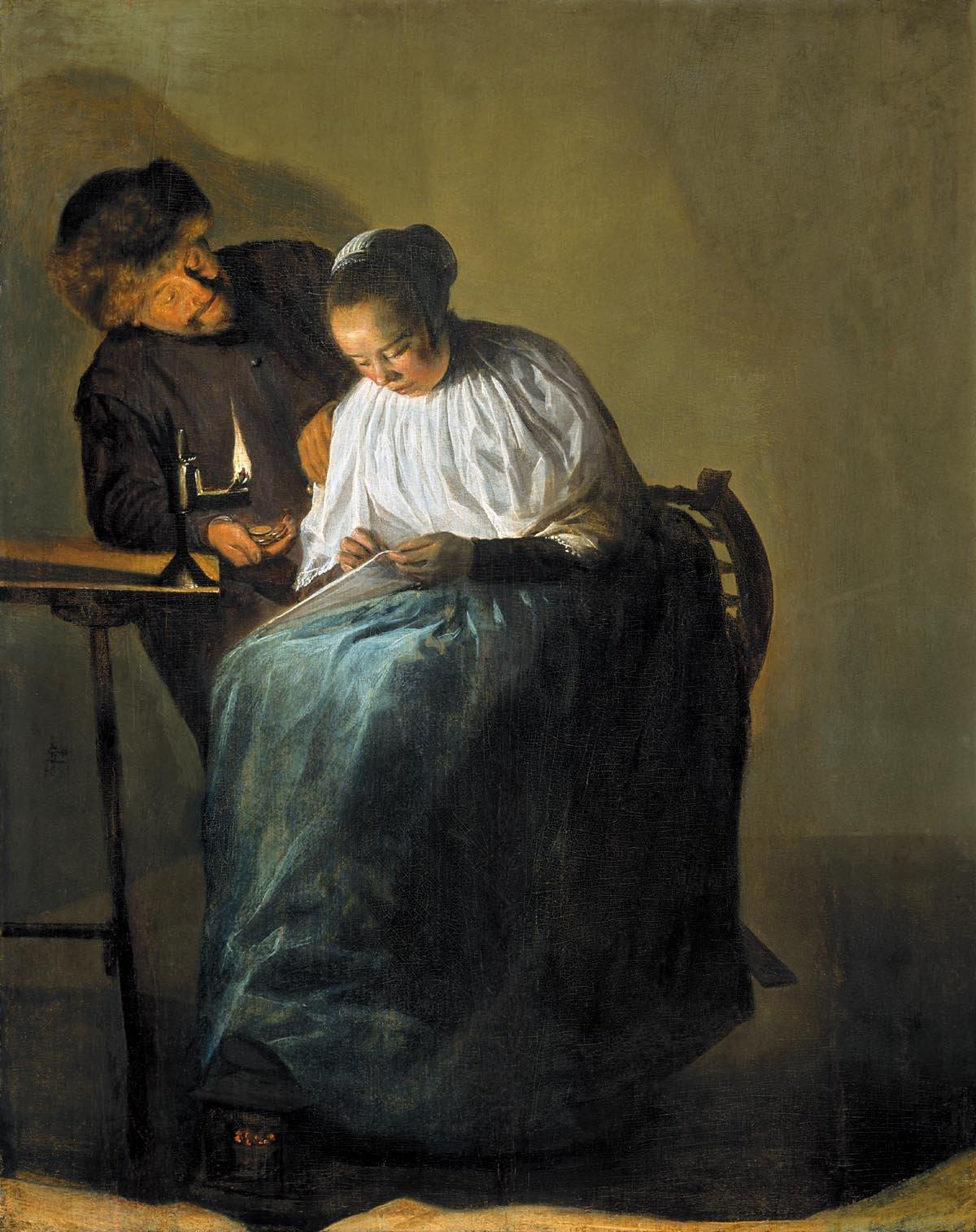
Маслянный светильник на картине художницы Юдит Лейстер. Нидерланды, 1631

На севере Канады и в России использовали кудлики — плошки из камней, в которые погружали фитиль, заливали сало или жир. Используют до сих пор. Северные народы научились получать таким образом не только свет, но и тепло для временных жилищ при долгих переходах. Нет точных данных о том, когда именно они появились.
На территории Украины раньше были популярны каганцы — простейшие лампы из черепка керамической посуды, в который погружали фитиль и наливали жир.
В арабской сказке «Аладдин» из сборника «Тысяча и одна ночь» в медной лампе обитает заточённый туда джинн.
Во время Второй мировой войны в Германии изготавливали специальные жировые лампы для применения в полевых условиях.

## Исторические данные
Самые распространенные образцы масляных ламп – это привычная плошка-блюдце и полуоткрытая конструкция с емкостью для масла и носиком-отверстием для фитиля. Последняя разновидность имела широкое распространение, производилась из различных огнеупорных материалов, среди которых керамика, камень, металлы и их сплавы.
Лампа с полуоткрытой ёмкостью для масла получила своеобразный консерватизм и имела распространение веками, однако это не отрицало поисков новых её форм и украшений. Подобная конструкция имеет ёмкость для масла, отверстие для заливки масла, ручку, носик с фитилём. Носиков могло было два-три или больше, но при этом росло количество расходуемого масла. Необычный узор, рельеф или скульптурная форма превращали этот обыденный инвентарь в настоящий шедевр декоративно-прикладного искусства.
Форма такой лампы или ее характерные украшения многое рассказывают исследователям об эпохе создания устройства или даже о месте его изготовления.

## Ранние масляные лампы
На протяжении многих веков этот тип лампы мало развивался, хотя появились различные виды топлива и формы корпуса из глины и камня. У римлян масляные лампы стали массовым продуктом. Глиняные лампы находят гораздо чаще, чем металлические, потому что они были дешевле, а поломанные металлические модели можно было переплавить. Для изготовления глиняных изделий обычно использовались двухкомпонентные формы, так называемые матрицы. Некоторые производители ламп ставили свои имена на цоколе продукции; эти лампы упоминаются как Firmalampe («фабричные лампы»).
Используемые виды топлива (жир, сало, ворвань, масло) являются вязкими, поэтому они могут подняться в фитиле только на несколько миллиметров или несколько сантиметров. Когда топливо заканчивается, часть фитиля сгорает.
Масляные лампы появились раньше свечей . До I века нашей эры не было никаких свидетельств существования свечей, но столетия спустя свечи все еще были дороже масляных ламп. Однако поскольку торговля оливковым маслом в средние века пришла в упадок, страны к северу от Альп предпочитали использовать лучины, факелы и сальные свечи.